# Sioux Falls
Sioux Falls – miasto w Stanach Zjednoczonych, największe w stanie Dakota Południowa, około 177 tys. mieszkańców. Położone jest nad rzeką Big Sioux, na przecięciu dwóch autostrad Interstate 90 i Interstate 29.
W Sioux Falls urodziła się January Jones, amerykańska aktorka.
W mieście rozwinął się przemysł mięsny, drzewny, maszyn rolniczych oraz elektroniczny.

## Miasta partnerskie
- Niemcy: Poczdam
- Irlandia Północna: Strabane
- Rosja: Surgut